# Gradius V
Gradius V (グラディウスV, Guradiusu V) és un matamarcians creat per Konami per a PlayStation 2, últim videojoc fins al moment de la saga Gradius. El joc destaca per la seua gran millora gràfica, jugabilitat expandida i, sobretot, per ser menys frustrant per al jugador. Gradius V va fer la seua primera aparició en l'E3 del 2003, i va ser finalment llançat en l'any 2004.

## Extres
Es van incloure una sèrie d'extres en la versió japonesa per a fomentar la compra de Gradius V. El 9 d'abril del 2004, Konami va anunciar que un DVD denominat Options anava a regalar-se a aquells que reservaren el joc al Japó, el contingut del qual abasta entrevistes amb l'equip de desenvolupament, una galeria d'art, i un vídeo amb una demostració jugada a màxima dificultat sense cap fallada del nivell 5. Per a incentivar encara més als compradors, Konami va revelar més tard que s'inclouria també el llibre promocional The History of Vic Viper (la història de Vic Viper), que reuneix la història i sistema d'armes de la nau Vic Viper, així com un DVD amb més contingut addicional, dit Gradius DVD The Perfect. Tots eixos productes van arribar exclusivament al Japó.